# Cecilia Valdenassi
Cecilia Valdenassi (Padova, 27 maggio 1945) è un soprano italiano.

## Biografia[1]
Cecilia Valdenassi è nata a Padova ma ha sempre vissuto a Roma ove ha compiuto gli studi musicali privati con la Prof.ssa  Gina Maria Rebori, soprano ed assistente del Prof. Silvestro Baglioni titolare della cattedra di Fisiologia umana presso l’Università “La Sapienza” di Roma, e con il Maestro Luigi Malatesta, pianista, compositore, Direttore d’orchestra ed assistente del Maestro Arturo Toscanini.
A quindici anni viene casualmente ascoltata da Giovacchino Forzano, commediografo e librettista di numerosi musicisti (Giacomo Puccini, Pietro Mascagni, Umberto Giordano, etc.) che passava sotto la sua abitazione in zona Monte Sacro a Roma. La invita a sostenere un'audizione al Teatro dell'Opera di Roma in seguito alla quale le viene consigliato di studiare musica e, a diciotto anni, canto.
A ventun anni, nel 1966, vince il suo primo concorso nazionale con conseguente borsa di studio per giovani cantanti lirici, bandita dall'ENAL. Borsa che sarà vinta anche nei successivi anni, dal 1967 al 1969.
Nel 1970 vince il XXIV Concorso “Adriano Belli” del Teatro lirico sperimentale di Spoleto ed inizia la sua carriera artistica incentivata anche da una borsa di studio del Teatro dell'Opera di Roma per parti di doppio nella stagione 1970-1971.
Ha partecipato ai concorsi internazionali della RAI-TV dedicati a Gioachino Rossini, risultando finalista nel 1972, e ai "Tre Grandi": Vincenzo Bellini, Gaetano Donizetti e Giacomo Puccini nel 1973, classificandosi prima per Donizetti.
Il suo repertorio spazia dalla musica barocca alla musica moderna e numerose sono le prime esecuzioni di musiche rare.
È stata titolare della cattedra di Canto presso i Conservatori Statali "L. Refice” di Frosinone (1985-1988), “D. Cimarosa” di Avellino (1988-1997) e “F. Morlacchi” di Perugia (1997-2012). Tiene Master Class di Canto Lirico in Italia e all'estero.
Ha effettuato diverse registrazioni per la RAI-TV (Milano, Napoli, Roma) e per la Radio Svizzera di Lugano ed ha inciso in prima assoluta le edizioni discografiche di "Matilde di Shabran" e "Demetrio e Polibio" di G. Rossini.

## Critica
Cecilia Valdenassi nella sua carriera ha interpretato diversi ruoli, sia brillanti che drammatici, dei vari periodi della musica. In particolare è stata premiata dalla stampa nazionale, nel classificarsi al primo posto nel concorso internazionale di voci nuove donizettiane, in quanto dotata di una voce giudicata capace di passare attraverso il video e di una tecnica che le consente di affrontare impervie colorature.
Si ricordano, fra quelli interpretati, alcuni personaggi come Carolina (dal Matrimonio Segreto di D. Cimarosa), Despina (da Così fan tutte di W.A. Mozart), Mireille (dalla Mireille di C. Gounod), Jennie (da Il ritratto di S. Allegra), Elvira (da I Puritani di V. Bellini), Sofia (dal Werther di J. Massenet), Matilde (dalla Matilde di Shabran di G. Rossini), Adele (da Il Ciarlatano di D. Puccini), Cecchina (da Cecchina La Buona Figliola di N. Piccinni), Mandina (da La Villanella rapita, opera pastiche di autori vari), Gilda (dal Rigoletto di G. Verdi), Fanny (da La Cambiale di Matrimonio di G. Rossini), Tullia (dal Mondo alla Roversa di B. Galuppi), Lisinga (dal Demetrio e Polibio di G. Rossini), Marina (da I Quattro Rusteghi di E. Wolf-Ferrari), Rosalina (da Il Re di U. Giordano), Susanna (dalle Nozze di Figaro di W. A. Mozart), Anima (da La rappresentazione di Anima et di Corpo di E. de’ Cavalieri), Musetta (dalla Boheme di G. Puccini), Arianna (da Arianna in Nasso di N. Porpora), Tisbe (da Piramo e Tisbe di A. Hasse), Madama Semplicina (da L'isola dei pazzi di E. R. Duni), Angelo di Giustizia (da Adamo ed Eva di B. Galuppi), Albina (da La Donna del Lago di G. Rossini), Adele (da Il Conte Ory di G. Rossini), Eugenia (da Lo Sposo Deluso, opera incompleta di W.A. Mozart), Adele (da Il Pipistrello di J. Strauss), Polissena (da Ecuba di A. Manfroce).
Le capacità canore si evidenziano anche nella musica da camera come ad esempio nelle Canciones a Guiomar (di L. Nono) e del Lied Hymne: Hör mein bitten, Herr (di F. Mendelssohn), nel Requiem für Mignon (di R. Schumann), nel Gloria (di A. Vivaldi), nella Messa di Gloria (di G. Rossini), nella Lauda per la Natività del Signore (di O. Respighi), nello Stabat Mater (di L. Boccherini), nello Stabat Mater (di P. Persichini), nello Stabat Mater (di G. B. Pergolesi), nella cantata Tilge, höchster, meine Sünden  (di J. S. Bach), nella Judita Triumphans (di A. Vivaldi), nello Stabat Mater (di T. Traetta) e salmo Laudate Pueri (di G. F. Haendel) o nell' Ode a S. Cecilia (di G.F. Haendel nella versione inglese), ed anche nei concerti operistici come ad esempio quello sulle celebrazioni rossiniane.

## Riconoscimenti

### Altri riconoscimenti
- 1973 -	Targa ricordo 1º premio “Cantanti Donizettiani”, Milano
- 1974 -	Targa “Tre muse d'oro” del Ministero dello Spettacolo, Roma
- 1974 -	Targa ricordo “Ghirlandina d'oro” del Lirica Club, Modena
- 1980 -	Medaglia “Giordano d'oro” per celebrazione musicisti pugliesi, Foggia
- 1989 -	Premio “Giacomo Lauri Volpi” alla carriera, Roma

## Carriera

### In Italia
- Assisi (PG): Basilica di S. Francesco, Auditorio della Cittadella, Chiesa di S. Chiara
- Avellino: Auditorium del Conservatorio “D. Cimarosa” di Avellino
- Barga (LU): Teatro dei Differenti (Festival Internazionale di Barga[171]),
- Bari: Teatro Petruzzelli, Teatro Piccinni, Auditorium Nino Rota
- Borgo a Mozzano (LU): Circolo ENAL
- Brescia: Teatro Grande
- Bologna: Teatro Comunale, Basilica di S. Petronio
- Caprarola (VT): Palazzo Farnese
- Città di Castello (PG): Chiesa di S. Domenico (Festival delle Nazioni)
- Castelfranco Veneto (TV): Teatro Accademico
- Cosenza: Teatro A. Rendano
- Dolo (VE): Teatro Excelsior
- Enna: Teatro Comunale
- Ferento (VT): Anfiteatro
- Ferrara: Teatro Comunale
- Foggia: Teatro Giordano
- Frosinone: Auditorium l’Edera
- Genova: Teatro Carlo Felice
- La Spezia: Teatro Civico
- Latina: Teatro Comunale
- Lecce: Politeama Greco
- Livorno: Duomo
- Lucca: Teatro del Giglio, Villa Guinigi (Festival Internazionale di Marlia[172])
- Matera: Teatro Duni (Festival Luglio Materano), Chiesa di S. Francesco d'Assisi (Festival Luglio Materano)
- Messina: Accademia Filarmonica[173]
- Mestre (VE): Teatro Corso
- Milano: Angelicum, Auditorium del Conservatorio ”G. Verdi”
- Modena: Teatro Comunale, Università del Tempo Libero
- Molfetta (BA): Duomo di San Corrado
- Montecarlo di Lucca (LU): Teatro dei Rassicurati
- Montecatini Terme (PT): Sala Congressi delle Terme
- Napoli: Monastero di S. Chiara, Auditorium RAI
- Nuoro: Teatro Eliseo
- Paestum (SA): Area Archeologica
- Palestrina (RM): Duomo
- Palermo: Teatro Massimo, Politeama Garibaldi, Teatro Golden
- Parma: Teatro Regio
- Perugia: Teatro Morlacchi, Basilica di S. Pietro (Sagra Musicale Umbra), Chiesa di S. Giuliana, Auditorium del Conservatorio “F. Morlacchi”
- Pesaro: Auditorium Pedrotti (Rossini Opera Festival), Teatro Comunale G. Rossini, Convento dei Servi di Maria
- Pisa: Teatro Verdi, Cimitero Monumentale
- Ravenna: Teatro Dante Alighieri
- Reggio Emilia: Teatro Municipale
- Rieti: Teatro Flavio Vespasiano
- Rimini: Tempio Malatestiano
- Roma: Teatro dell’Opera, Teatro Olimpico, Accademia nazionale di Santa Cecilia, Oratorio del Gonfalone, Accademia Filarmonica Romana, Teatro di Castel S. Angelo, Teatro Manzoni[174] (Festival di Musica Sacra), Teatro dei Satiri,[175] Teatro Ridotto dell’Eliseo, Teatro Argentina, Basilica di San Giovanni in Laterano (Festival di Musica Sacra), Basilica di San Paolo fuori le mura, Chiesa di Sant'Andrea al Quirinale (Festival di Musica Barocca), Basilica di San Lorenzo in Lucina, Chiesa di San Paolo dentro le Mura, Chiesa di San Girolamo della Carità, Chiesa delle Santissime Stimmate, Chiesa di San Rocco all'Augusteo, Basilica di Sant'Andrea delle Fratte, Chiesa di Santa Maria della Vittoria, Chiesa di San Pio IX, Sala Borromini, Auditorium del Pontificio Istituto di Musica, Auditorium RAI
- Rovigo: Teatro Sociale
- Sassari: Teatro Verdi, Chiesa di San Pietro di Silki
- Sassuolo (MO): Teatro Carani
- Siena: Teatro dei Rinnovati (Settimana musicale senese)
- Spoleto (PG): Teatro Nuovo
- Terni: Basilica di S. Francesco ( Sagra Musicale Umbra)
- Torremaggiore (FG): Teatro Santagata
- Treviso: Teatro Comunale
- Varese: Palasport
- Venezia: Teatro La Fenice, Teatro Malibran, Fondazione Cini
- Viterbo: Teatro S. Lorenzo

### All'estero
- Aix-en-Provence: Teatro Municipale
- Balerna: Chiesa Collegiata
- Grenoble: Maison de la Culture
- Lyone: Teatro dell’Opera
- Lugano: Auditorium della Radio e della Televisione Svizzera Italiana
- Mendrisio: Centro Scolastico Canavée
- Monaco di Baviera: Kongress Saal (Deutsches Museum)
- Novi Sad: Teatro dell'Opera
- Timisoara: Teatro dell'Opera[176]
- Toulouse: Teatro du Capitol
- Zurigo: Teatro dell’Opera

## Repertorio
| Autore                             | Composizione | Ruolo                                                                                         |
| ---------------------------------- | --- | --------------------------------------------------------------------------------------------- |
| Autori vari                        | opera pastiche: La Villanella Rapita | Mandina                                                                                       |
| Salvatore Allegra                  | Il Ritratto | Jennie                                                                                        |
| Daniel Auber                       | Fra Diavolo | Zerlina                                                                                       |
| Johann Sebastian Bach              | Tilge, Höchster, Meine Sünden, Kaffe-Kantade | -                                                                                             |
| Ludwig van Beethoven               | Ah! Perfido, Lieder | -                                                                                             |
| Vincenzo Bellini                   | Capuleti e Montecchi, I Puritani, La Sonnambula, Arie da camera | Giulietta, Elvira, Amina, -                                                                   |
| Georges Bizet                      | Carmen, I Pescatori di Perle | Micaela, Leila                                                                                |
| Johannes Brahms                    | Lieder | -                                                                                             |
| Nicolaus Bruhns                    | Kirchenkantaten | -                                                                                             |
| Luigi Boccherini                   | Stabat Mater | -                                                                                             |
| Emilio de' Cavalieri               | Rappresentazione di Anima e Corpo | Anima                                                                                         |
| Gustave Charpentier                | Louise | Louise                                                                                        |
| Luigi Cherubini                    | Medea | Glauce                                                                                        |
| Fryderyk Chopin                    | Lieder | -                                                                                             |
| Domenico Cimarosa                  | Il Matrimonio Segreto, Requiem | Carolina, -                                                                                   |
| Léo Delibes                        | Lakmé | Lakmé                                                                                         |
| Gaetano Donizetti                  | Il Campanello, DonPasquale, Elisir d'Amore, Figlia del Reggimento, Linda di Chamounix, Lucia di Lammermoor, Rita, Arie da camera | Serafina, Norina, Adina, Maria, Linda, Lucia, Rita, -                                         |
| Henri Duparc                       | Lieder | -                                                                                             |
| Egidio Romualdo Duni               | L'Isola dei Pazzi | Madama Semplicina                                                                             |
| Gabriel Fauré                      | Lieder | -                                                                                             |
| Baldassare Galuppi                 | Adamo, Il Mondo alla Roversa | Angelo di Giustizia, Tullia                                                                   |
| Giuseppe Gazzaniga                 | Il Convitato di Pietra | Donna Elvira                                                                                  |
| Umberto Giordano                   | Il Re | Rosalina                                                                                      |
| Christoph Willibald Gluck          | Orfeo ed Euridice | Euridice                                                                                      |
| Charles Gounod                     | Mireille, Roméo et Juliette | Mireille, Juliette                                                                            |
| Georg Friedrich Händel             | Ode a S. Cecilia, Salve o Regina, Laudate Pueri, Crudel Tiranno Amor | -                                                                                             |
| Johann Adolf Hasse                 | Piramo e Tisbe | Tisbe                                                                                         |
| Franz Joseph Haydn                 | La Vera Costanza, La Creazione | Rosina, Gabriele                                                                              |
| Niccolò Jommelli                   | Abramo e Isacco | Angelo                                                                                        |
| Franz Liszt                        | Lieder | -                                                                                             |
| Ruggero Lolini                     | Lamento di Arianna | Arianna                                                                                       |
| Luzzasco Luzzaschi                 | Madrigali | -                                                                                             |
| Nicola Manfroce                    | Ecuba | Polissena                                                                                     |
| Pietro Mascagni                    | L'Amico Fritz, Lodoletta | Suzel, Lodoletta                                                                              |
| Jules Massenet                     | Manon, Werther, Lieder | Manon, Sofia, -                                                                               |
| Fanny Mendelssohn                  | Lieder | -                                                                                             |
| Felix Mendelssohn                  | Hymme: Hör' mein Bitten, Herr; Infelice, Lieder | -                                                                                             |
| Saverio Mercadante                 | Salve Regina | -                                                                                             |
| Claudio Monteverdi                 | Il Combattimento di Tancredi e Clorinda, Madrigali | Clorinda, -                                                                                   |
| Wolfgang Amadeus Mozart            | Così Fan Tutte, Don Giovanni, Il Flauto Magico, Le Nozze di Figaro, Il Ratto dal Serraglio, Lo Sposo Deluso, La Finta Giardiniera, Vorrei Spiegarvi oh Dio, Ah lo Previdi, Misera Dove Son, Ch'io mi Scordi di te, Cantate                                       | Despina, Donna Elvira, Regina della notte, Susanna, Blonde, Eugenia, Sandrina, -              |
| Modest Petrovič Musorgskij         | Romanze | -                                                                                             |
| Luigi Nono                         | Canciones a Guiomar | -                                                                                             |
| Jacques Offenbach                  | I Racconti di Hoffmann | Olimpia                                                                                       |
| Giovanni Paisiello                 | Il Barbiere di Siviglia, La Serva Padrona | Rosina, Serpina                                                                               |
| Giovan Battista Pergolesi          | Salustia, Stabat Mater | Salustia,-                                                                                    |
| Pietro Persichini                  | Stabat Mater | -                                                                                             |
| Niccolò Piccinni                   | Cecchina | Cecchina                                                                                      |
| Nicola Porpora                     | Arianna in Nasso | Arianna                                                                                       |
| Francis Poulenc                    | Les Mamelles de Tirésias, Lieder | Thérèse, -                                                                                    |
| Domenico Puccini                   | Il Ciarlatano | Adele                                                                                         |
| Giacomo Puccini                    | La Bohéme, Gianni Schicchi, Turandot, La Rondine | Musetta, Lauretta, Liù, Lisette                                                               |
| Sergej Vasil'evič Rachmaninov      | Songs | -                                                                                             |
| Maurice Ravel                      | Lieder | -                                                                                             |
| Ottorino Respighi                  | Deità Silvane, Lauda per la Natività | -                                                                                             |
| Nikolaj Andreevič Rimskij-Korsakov | Chansones | -                                                                                             |
| Gioachino Rossini                  | L'Assedio di Corinto, Il Barbiere di Siviglia, La Donna del Lago, La Cambiale di Matrimonio, Il Conte Ory, Demetrio e Polibio, Guglielmo Tell, Matilde di Shabran, Tancredi, Il Turco in Italia, La Scala di Seta, Petite Messe, Messa di Gloria, Arie da camera | Pamira, Rosina, Albina, Fanny, Adele, Lisinga, Matilde, Matilde, Amenaide, Fiorilla, Giulia,- |
| Erik Satie                         | Chansones | -                                                                                             |
| Alessandro Scarlatti               | Sedecia Re di Gerusalemme, Cantata di Arianna | Anna, Arianna                                                                                 |
| Franz Schubert                     | Lieder | -                                                                                             |
| Robert Schumann                    | Requiem für Mignon | -                                                                                             |
| Johann Strauss                     | Il Pipistrello | Adele                                                                                         |
| Richard Strauss                    | Lieder | -                                                                                             |
| Igor' Fëdorovič Stravinskij        | Pulcinella, Messa | -                                                                                             |
| Ambroise Thomas                    | Hamlet | Ofelia                                                                                        |
| Tommaso Traetta                    | Stabat Mater | -                                                                                             |
| Giuseppe Verdi                     | Un Ballo in Maschera, Falstaff, Rigoletto | Oscar, Nannetta, Gilda                                                                        |
| Antonio Vivaldi                    | Gloria, Salmo 109: Dixit Dominus, Mottetti, Laudate Pueri, Judita Triumphans | -                                                                                             |
| Ermanno Wolf-Ferrari               | Il Campiello, I Quattro Rusteghi | Gnese, Marina                                                                                 |
| Nicola Antonio Zingarelli          | Stabat Mater | -                                                                                             |

## Registrazioni
- 1968, 29 maggio: registrazione TV del concerto dei vincitori dei Concorsi Nazionali ENAL a Montecatini Terme (PT),
- 1971, 11-12 maggio: registrazione RAI di un concerto lirico a Roma in Via Asiago,
- 1972, 6 settembre: registrazione TV del concerto dei vincitori del concorso “Voci Rossiniane” a Milano, presso il Conservatorio G. Verdi[177] (“Bel raggio lusinghier” dalla Semiramide),
- 1972, 15 settembre: registrazione TV del concerto dei vincitori del concorso “Voci Rossiniane” a Milano, presso il Conservatorio G. Verdi (“D'amor al dolce impero” dall'Armida),
- 1973, 12 settembre: registrazione TV del concerto dei vincitori del concorso “Voci per Tre Grandi” a Milano, presso il Conservatorio G. Verdi (“Quel guardo il cavalier” dal Don Pasquale di G. Donizetti),
- 1973, 21 settembre: registrazione TV del concerto dei vincitori del concorso “Voci per Tre Grandi” a Milano, presso il Conservatorio G. Verdi (“Regnava nel silenzio” dalla Lucia di Lammermoor di G. Donizetti),
- 1973, 21 dicembre: registrazione TV del concerto dei primi classificati al concorso “Voci per Tre Grandi” a Milano, presso il Conservatorio G. Verdi (“Havvi un Dio” dalla Maria di Rohan di G. Donizetti),
- 1974: registrazione discografica dei vincitori del concorso “Voci per Tre Grandi” a cura della RAI (“Regnava nel silenzio” dalla Lucia di Lammermoor di G. Donizetti) ,
- 1974, 27 marzo: registrazione discografica dal vivo[178][179][180][181] dell'opera “Matilde di Shabran” di G. Rossini a cura di MRF,
- 1979, 4 aprile: registrazione dell'aria “Casta Diva” dalla Norma di V. Bellini a cura dell'RCA,
- 1979, 27 luglio: registrazione discografica dal vivo[182][183][184][185][186][187][188] dell'opera “Demetrio e Polibio” di G. Rossini a cura di Edizioni Bongiovanni (Bologna),
- 1979, 2 dicembre: registrazione per la Radio Svizzera Italiana dell'opera “Demetrio e Polibio” di G. Rossini a Lugano,
- 1979, 3 dicembre: registrazione per la Televisione Svizzera Italiana di arie di G. Rossini a Lugano,
- 1980, 29 novembre: registrazione dal vivo dell'opera “Rappresentazione di Anima et Corpo” di Emilio de' Cavalieri, produzione Tiber Film per RAI DSE con la regia di Francesco Maselli[189], Chiesa di Sant'Andrea al Quirinale, Roma,
- 1981, 17 gennaio: registrazione del “Requiem für Mignon” di R. Schumann presso l’Auditorium RAI, Roma,
- 1982, 18 dicembre: registrazione per la RAI, dal vivo, dell'opera “Arianna in Nasso” di N. Porpora, Teatro Comunale dei Rassicurati, Montecarlo di Lucca, andata in onda il 17 marzo 1983,
- 1983, 1º settembre: registrazione discografica dal vivo[190][191][192][193][194][195][196][197][198] dell'opera La donna del lago di G. Rossini a cura della Fonit Cetra, LROD 1006, Sala Pedrotti del Conservatorio Gioachino Rossini di Pesaro[199],
- 1985, 19 gennaio: registrazione[200] della cantata “Tilge, höchster, meine Sünden” di J.S. Bach per la RAI, Auditorium del Foro Italico, Roma,
- 1985, 5 aprile: registrazione dell'Oratorio “Juditha Triumphans” di A. Vivaldi per la RAI, Auditorium della Rai, Napoli,
- 1989, 16 settembre: registrazione dal vivo per RAI2, sede di Napoli, dell'opera “Ecuba” di A. Manfroce, area archeologica di Paestum,
- 1999, 12 ottobre: registrazione dal vivo del CD  PERCORSI della MUSICA dentro la POESIA, Aula Magna del Liceo ginnasio Torquato Tasso (Roma), composto da 17 poesie di autori vari con muisca di Francis Poulenc e Richard Strauss [201]
- 2005: registrazione del CD “Sulle ali della Musica e della Poesia” composto da 17 brani di autori vari a cura di Alfamusic Studio, Roma, (testi di V. Hugo e di W. Goethe).